# Mi chiamo Lucy Barton
Mi chiamo Lucy Barton è il quinto romanzo di Elizabeth Strout, pubblicato negli Stati Uniti il 12 gennaio 2016 presso Random House e subito divenuto un bestseller. Il libro racconta la complicata relazione fra Lucy (io narrante) e sua madre. È stato inserito nella longlist del Man Booker Prize 2016.

## Trama
Nel libro si intrecciano tre piani temporali diversi. Nel primo, Lucy è una donna di mezza età, divorziata, risposata, con figlie grandi, apprezzata scrittrice; nel secondo, che ha nel libro lo spazio più ampio, Lucy è la giovane madre di due bimbe, ricoverata in ospedale per alcune settimane, e riceve inaspettatamente la visita della madre che non vedeva da molti anni; infine nel tempo più lontano, Lucy vive un'infanzia molto ardua per l'estrema povertà e per le relazioni difficili nella famiglia, finché decide di andarsene e inizia a perseguire la sua vocazione di scrittrice. Questo passato riemerge durante la visita della madre, attraverso un chiacchiericcio apparentemente insignificante, che riporta alla memoria di Lucy tanti aspetti del passato e le fa riscoprire il forte legame affettivo con la madre.
Fra i temi, spicca, oltre alla tematica familiare, l'opposizione tra l'oscuro paese del Midwest, dove Lucy è nata, e la ricca, animata, stimolante New York degli anni Ottanta, simboleggiata dal grattacielo Chrysler illuminato nella notte.

## Adattamento teatrale
La drammaturga scozzese Rona Munro ha adattato il romanzo della Strout nel monologo My Name Is Lucy Barton, debuttato al Bridge Theatre di Londra nel giugno 2018, con la regia di Richard Eyre e Laura Linney nel ruolo della protagonista. L'adattamento teatrale ottenne recensioni positive e particolarmente lodata fu la performance della Linney, che tornò a ricoprire il ruolo al Bridge Theatre nel 2019 e al Samuel J. Friedman Theatre di Broadway nel 2020, dove l'opera rimase in cartellone per 57 rappresentazioni tra il 6 gennaio e il 29 febbraio.